# Farlowella altocorpus
Farlowella altocorpus is een vis uit het geslacht Farlowella van de familie der harnasmeervallen (Loricariidae) binnen de orde der meervalachtigen (Siluriformes) die voorkomt in Bolivia. Van deze soort zijn zes exemplaren bekend, die zijn gevangen in de Rio Coroico, een zijrivier van de Rio Beni. Deze soort behoort tot de F. nattereri-groep.
Deze soort verschilt van verwante soorten door het aantal schubben en de verhoudingen tussen bepaalde maten. De lengte bedraagt 69,6 tot 170,2 mm.